# Serra (kommunhuvudort)
Serra är en kommunhuvudort i Spanien.   Den ligger i provinsen Província de València och regionen Valencia, i den östra delen av landet, 290 km öster om huvudstaden Madrid. Serra ligger 341 meter över havet och antalet invånare är 2 335.
Terrängen runt Serra är huvudsakligen kuperad, men åt sydväst är den platt. Runt Serra är det tätbefolkat, med 331 invånare per kvadratkilometer. Närmaste större samhälle är Sagunto, 14,2 km öster om Serra. 